# Verpaarding

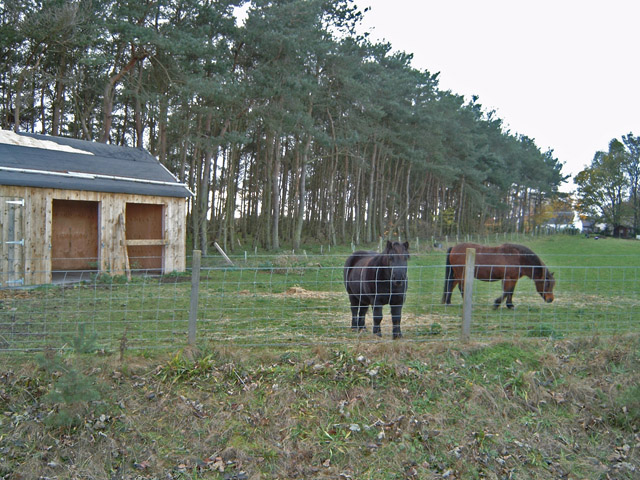

Verpaarding is het proces waarbij het grondgebruik verandert van landbouwproductie naar paardenhouderij. De term werd aanvankelijk spottenderwijs gebruikt, maar in december 2006 kwam zij al voor in de aankondiging van een serieuze studiedag georganiseerd door de Universiteit van Wageningen. 
Verpaarding vindt met name plaats in de buurt van steden en dorpen. Door de toename van het aantal kleine perceeltjes en de soms geïmproviseerde stallen, schuurtjes en hekwerken krijgt het landschap gemakkelijk een rommelige indruk. Verpaarding wordt dan ook gezien als een van de oorzaken van de 'rafelranden' aan verstedelijkte gebieden. Het kan tevens gezien worden als verspilling van landbouwgrond, omdat paarden doorgaans niet voor de voedselvoorziening gehouden worden.
Volgens de sector zelf is de paardenhouderij echter ook uitgegroeid tot “een performante bedrijfstak die significant bijdraagt aan de (Vlaamse) economie”, onder meer met pension- of africhtingsstallen en fokkerijen, al dan niet als nevenactiviteit.
Uit cijfers van het Instituut voor Landbouw-, Visserij- en Voedingsonderzoek
(ILVO) blijkt dat in 2015 rond 15 procent – in sommige regio’s meer dan 30 procent - van de landbouwgrond in Vlaanderen niet als dusdanig wordt gebruikt, met tuinen en weides als belangrijke alternatieve bestemming.